# 太初核合成
太初核合成（Big Bang nucleosynthesis，縮寫為BBN，也稱為primordial nucleosynthesis、archeonucleosynthesis、 archonucleosynthesis、protonucleosynthesis或paleonucleosynthesis）是物理宇宙學敘述宇宙在早期階段產生核的過程，產生的是最輕的氫的同位素H-1（氫-1，1H是有一個質子做為核）。大多數宇宙學家認為，原始的核合成發生在大爆炸後大約10秒到20分鐘的時間間隔內，同時根據計算，宇宙中大部分氦的形成是氦的同位素氦-4（4He），以及少量的氫的同位素氘（2H或D），氦的同位素氦-3（3He），以及少量的鋰-7（7Li）。除了這些穩定的核之外，還產生了兩種不穩定的放射性同位素：氫的同位素氚（重氫，3H或T）；和鈹的同位素鈹-7（7鈹）；但這些不穩定的同位素後來分別衰變為如前所述的氦-3（3He）和鋰-7（7Li）。
基本上，所有比鋰重的元素都是在很久以後，在恆星演化和爆炸中通過恒星核合成產生的。

## 特性
太初核合成（BBN）有幾個重要的特徵：
- 初始條件（中子-質子比）是在大爆炸後的第一秒就設定的。
- 當時的宇宙非常接近均質，並且強烈的由輻射主導。
- 原子核的融合發生在大爆炸後大約10秒到20分鐘之間；這與宇宙溫度下降的範圍相對應，讓宇宙的溫度低到足以讓氘存活，但溫度和密度仍高到足以讓核融合反應以顯著的速度發生[1]。
- 它是廣泛的，包括整個可觀測宇宙。

計算太初核合成的關鍵參數是重子/光子的數量比，它是6 × 10−10的一個微小數值。這個參數對應於重子密度，並控制核子碰撞和反應的速率；由此可以計算出太初核合成結束後的元素豐度。雖然重子/光子比在確定元素豐度時很重要，但精確的數值對整體情況的影響不大。如果不對大爆炸理論本身進行重大修改，太初核合成將產生質量豐度約75%的氫-1、約25%氦-4、約0.01%的氘和氦-3，以及可覺察的鋰（約為10−10）和可忽略不計的較重元素。宇宙中觀測到的元素豐度通常與這些豐的數值一致，這被認為是大爆炸理論的有力證據。
由於歷史原因，在物理理論學這個領域，通常引用氦二-4質量的分數，符號為"Y"。因此，25%的氦-4表示氦-4原子占質量的25%，但少於8%的原子核是氦-4原子核。其它(痕量)原子核通常用氫原子數比來表示。第一次詳細計算太初同位素豐度是在1966年，多年來，通過輸入對核反應速率的最新估計，對其進行了改進。1993年，第一次進行了系統性的蒙地卡羅積分分析，研究核反應速率的不確定性如何影響相關溫度範圍內的同位素預測。

## 重要參數
太初核合成的過程中，輕元素的產生依賴許多參數，其中包括中子-質子比(可根據標準模型物理計算)和重子-光子比。

### 中子-質子比
在核合成時代之前，中子-質子比是由物理學的標準模型設定的，基本上是在宇宙大爆炸後的第一秒鐘內。中子可以與正電子或電子微中子反應，在下列的反應中產生質子和其它產物： 
{\displaystyle {\ce {n\ +e+<=>{\overline {\nu }}_{e}+p}}}
{\displaystyle {\ce {n \ + \nu_{e}<=> p + e-}}}
在遠早於一秒鐘的時間，這些反應很快，並使中子/質子比接近1:1。隨著溫度的下降，由於質子的質量稍低，平衡項有利於往質子的方向移動，中子/質子比平穩的下降。這些反應隨著溫度和密度的降低逐漸變得緩慢，在大約T=0.7MeV(時間約一秒)時停止，稱為凍結溫度。在凍結狀態下，中子與質子的比值約為1:6，而自由中子是不穩定的，平均壽命為880秒；有些中子在融合到任何一個原子核前的幾分鐘內就衰變了，因此在核合成結束後，中子與質子比率的總比率約為1:7。
幾乎所有融合而不是衰變的中子，因為氦-4在輕元素中每個核子的束縛能最高，最終都生成氦-4。這就預測了所有原子中約8%應該是氦-4，而它的質量占比約為25%；這與觀測的結果相符。微量的氘和氦-3仍然存在，是因為它們沒有足夠的時間和密度反應並形成氦-4。

### 重子-光子比
重子-光子比，η，是決定核合成結束後輕元素豐度的關鍵參數。重子和輕元素可以在以下的主要反應中融合： 
| {\displaystyle {\ce {p + n -> ^2H + \gamma}}} {\displaystyle {\ce {p + ^2H -> ^3He + \gamma}}} {\displaystyle {\ce {^2H + ^2H -> ^3He + n}}} {\displaystyle {\ce {^2H + ^2H -> ^3H + p}}} {\displaystyle {\ce {^3He + ^2H -> ^4He + p}}} {\displaystyle {\ce {^3H + ^2H -> ^4He + n}}} |

以及其它一些導致7Li或7Be低比率的反應(一個重要的特徵是沒有質量為5或8的穩定核，這意味著在氦-4中加入一個重子或融合兩個氦-4的反應不會發生)。
大部分太初核融合過程中的融合鏈，最終都中止於氦-4(4He)，而"不完整"的反應鏈導致少量的氘(2H)或氦-3(3He)殘留；它們的數量隨著重子-光子比的增加而減少。也就是說，重子-光子比越大，反應越多，氘最終轉化成氦-4的效率也越高。這個結果使得氘成為量測重子-光子比的一個非常有用的工具。

## 太初核合成的序列
大爆炸之後約10秒鐘，宇宙已經冷卻到足以讓氘核在高能光子的破壞下存活，核合成就開始了(注意，中子-質子的比例在更早時就已經凍結)。這一時間基本上與暗物質的含量無關，因為在宇宙的早期都是由高能輻射主導，而這個主導的成分控制著溫度/時間的關係。在當時，中子與質子的比例約為1:6，但有一小部分的中子在接下來的幾百秒內，在尚未融合前就已經衰變。因此在核合成結束時，這個比值為1:7；而且幾乎所有的中子都在氦-4的核中。
太初核合成(BBN)的一個特點是，在這些能量下控制物質行為的物理定律和常數已經被很好的理解，然而太初核合成仍然缺乏一些推測上的確定性，這些不確定性是宇宙生命早期的特徵。另一個特點是，核合成的過程是由宇宙生命在這一階段開始時的條件決定的，並且與之前發生的事情無關。
當宇宙膨脹時，它就會冷卻。自由中子的穩定性不如氦核，而質子和中子有形成氦-4的強烈傾向。然而，形成氦-4需要經過形成氘的中間步驟。在核合成開始時，溫度仍然高到有許多光子的能量大於氘的結合能；因此，形成的任何一個氘都會立即被銷毀(這種情況被稱為"氘瓶頸")。因而，氦-4的形成被延後，直到宇宙變得足夠冷(溫度大約是T=0.1MeV)，氘才能夠存活；之後，元素的形成突然爆發。然而，不久之後，在大爆炸之後大約20分鐘，溫度和密度就都變得太低，使任何的核融合都不易發生。在這個時間點上，元素的豐度幾乎是固定的，唯一的變化是太初核合成的兩個不穩定產物氚和鈹-7衰變的結果。

### 理論的歷史
在1940年代，喬治·伽莫夫和拉尔夫·阿尔菲開始進行太初核合成的演算。他們與汉斯·贝特一起出版了《Alpher-Bethe-Gamow報告》，在討論會上概要的說明光子-元素如何在早期的宇宙產生。
到了1970年代，在計算太初核合成的重子密度時遇到了主要的難題，觀測到的數量少於依據擴張的速率計算所得，而這個難題在加入暗物質的假設後，大部分都被解決了。

### 重元素
太初核合成未能製造出比鈹重的元素，被認為是缺乏由8個核子組成的穩定原子核形成了瓶頸。在恆星，瓶頸是經由3個氦核（He-4）的碰撞生成碳（3氦過程）。然而，這個過程是非常緩慢的，需要數萬年的時間才能將足夠數量的氦轉換成碳，因此在大霹靂之後的幾分鐘內能有的貢獻是微不足道的。

### 氦（He-4）
不論宇宙的初始條件為何，太初核合成預測氦質量的原始豐度為25%。只要宇宙的溫度夠高，氫核和中子能夠很容易的相互轉換，而比率取決於它們的相對質量，大約是1 個中子相對於7個質子（氫核，考慮一些中子蛻變為質子）。一旦溫度降得夠低，中子會迅速的與相等數量的質子結合成氦（He-4）。氦非常穩定，不會蛻變也不會結合成更重的原子核。所以每16個核子（2個中子14個質子）中的4個（25%）結合成氦核。可以這樣比喻，氦好比是灰燼，當一塊燃燒中的木頭有足夠數量的灰燼之後，燃燒的速率會變得緩慢甚至停止。
氦的豐度是很重要的，因為宇宙中多出來的氦可以用恆星核合成來解釋。另一方面，這也為大霹靂理論提供一個重要的測試。如果觀測到的氦豐度與25%有很大的差異，則將對此一理論提出嚴峻的挑戰。因為氦是很難蛻變的，所以這是一個特別的假設情況：如果早期的氦豐度低於25%。在幾年前，1990年代中期，觀測上得到的就是如上的情況，因而天文物理學家對太初核合成有所議論，但是進一步的觀測與大霹靂的理論是一致的。

### 氘
氘在許多方面都是與氦相對的，氦是非常穩定與不易蛻變的，而氘不僅非常不穩定也極易蛻變。因為氦是非常的穩定，因此兩個氘有結合成氦的強烈傾向。太初核合成未能將所有的氘轉換成氦，唯一的原因就是宇宙膨脹使溫度下降，在未全部完成前就切斷了轉換。與氦不同的結果是，氘的數量對溫度是非常敏感的，宇宙的密度越高，氘轉換成氦的數量也越多，能殘留下來的氘也越少。雖然目前仍不知道大霹靂的過程製造與殘留下多少可供辨識的氘，不過對於氘豐度的觀測，建議宇宙不是無窮的老，這與大霹靂的理論是相符的。
在1970年代，主要的努力在發現氘可能產生的程序。結果，除此之外還發現生成氘同位素的方法。問題是，當在宇宙中整體的氘濃度與大霹靂模型一致時，它顯得太高而不能與宇宙模型中假設的其他的氫核和中子一致。如果假設宇宙中包含所有的氫核和中子，以宇宙的密度，目前所觀測到的氘絕大多數都應該已經燃燒成氦（He-4）。
在觀測到的氘和觀測到的宇宙擴張速率上的不一致，導致對氘可能產生過程的深入研究。經過10年的努力之後，一致認為這些過程是不太可能的，並且現在用來解釋氘豐度的標準是宇宙不完全只有重子，還有非重子的物質（像是所知的暗物質）組成絕大部份的物質宇宙。這樣的解釋與演算的結果也是一致的，宇宙除了由為數眾多被觀測到的質子和中子組成之外，還有更多有待觀測的樹叢。
經由核合成產生氘的另一種程序是非常困難的。甚麼樣的過程需要足夠高的溫度能夠生成氘，卻又不足以產生氦，並且溫度又還要在幾分鐘之內立刻降低至不足以讓反應繼續下去，同時還要在它再發生之前，又需要清除掉已經生成的氘。
由核分裂生成氘也是困難的。這兒的問題再度是氘受到核子過程的支配，而且原子核的碰撞可能導致核子的被吸收，自由中子或是α粒子的發射。在1970年代，企圖使用宇宙射線散裂產生氘，這些企圖都失敗了，但卻意外的產生了其他的輕元素。

## 太初核合成的觀測測試和狀態
太初核合成的理論已經對輕元素——氘、氦（He-3和He-4）、鋰（Li-7）——的生成給了詳細的數學描述。特別是，這些理論產生精確的定量性的預測，即這些元素混合物的原始豐度。
為了驗證這些預測，必須儘可能必要的忠實重建原始豐度，例如經由觀測很少發生恆星核合成的天體（矮星系）或是觀察非常遙遠的天體（類星體），因而能看見宇宙在非常早期發展時的狀態。
如上所述，在太初核合成的標準圖形中，所有輕元素的豐度取決於所有能被觀察到的普通物質（重子）相對於輻射（光子）的比率。由於宇宙是均值的，重子對光子的比率只有單一的數值。長久以來，這意味著在太初核合成理論和觀測的對抗上，你必須問：所有對輕元素的觀測能否解釋重子對光子的唯一比率？或是更精準的說，考慮到預測和觀測兩者之間最佳的精確值，你可以要求：所有觀測到的重子對光子的比率，有沒有在一定的範圍之內？
最近，問題改變了：威爾金森微波各向異性探測器對宇宙微波背景輻射的精密觀測，給了重子對光子比率的一個獨立數值。使用這個數值，太初核合成預測的輕元素豐度與觀測的是否相符（一致）？
目前已經有資格這樣的回答問題：對氦（He-4），有很好的一致性；對（He-3）和氘（對豐度的測量）比以前要好；鋰（Li-7），觀測和預測有著相同的數量級，但還有兩倍的差異。然而，是否要重新檢討對鋰豐度的假設，不如先檢視我們在恆星物理和太初核合成的理論上，何者的缺陷較多。在這個層次上取得一致的協議或保證，才能在現在宇宙論上獲得令人感動與深思的成功：太初核合成將現代的宇宙（大約140億歲老）向前回溯至大約一秒鐘年齡的狀況下，而且結果與觀測能夠一致。

## 非標準的太初核合成
除了標準的太初核合成理論之外，還有許多非標準的太初核合成理論，不能將它們與非標準宇宙論混淆：非標準太初核合成假設大霹靂曾經發生，但插入了其它的物理量以觀察對元素豐度的影響。這些加入的片段物理條件包括放寬或解除均質的做法，或是加入新的微粒，如有質量的微中子。
已經，並且繼續用各種不同的理由研究非標準的太初核合成。首先，最主要是歷史的影響，要解決太初核合成在理論與觀測上的不一致性。這點已經被證明是效果有限的，因為經由更好的觀測可以解決不一致的問題；而且在很多的情況下，試圖改變太初核合成的條件，反而導致更多觀測與理論預測上的不一致。其次，在21世紀初，那些主要的非標準太初核合成理論，都需要置入未知或有風險的物理條件。例如，標準的太初核合成不需要假設異於尋常的假想微粒造成太初核合成的混亂，你加入一個假設的微粒（例如有質量的微中子）以觀察在之前太初核合成的豐度在預測和觀測非常不同的數值。這曾經有效過，因為加入的是質量極低的τ微中子。

### 一般讀物
- Weiss, Achim. . Einstein Online.   [2007-02-24]. （原始内容存档于2007-02-08）.
- White, Martin: Overview of BBN（页面存档备份，存于）
- Wright, Ned: BBN (cosmology tutorial)（页面存档备份，存于）

### 技術專刊
- Burles, Scott, and Kenneth M. Nollett, Michael S. Turner. . Phys.Rev. D. 2001, 63: 063512. arXiv:astro-ph/0008495. Report-no: FERMILAB-Pub-00-239-A
- Jedamzik, Karsten, "A Brief Summary of Non-Standard Big Bang Nucleosynthesis Scenarios". Max-Planck-Institut für Astrophysik, Garching.
- Steigman, Gary, Primordial Nucleosynthesis: Successes And Challenges arXiv:astro-ph/0511534; Forensic Cosmology: Probing Baryons and Neutrinos With BBN and the CBR arXiv:hep-ph/0309347; and Big Bang Nucleosynthesis: Probing the First 20 Minutes arXiv:astro-ph/0307244
- R. A. Alpher, H. A. Bethe, G. Gamow, The Origin of Chemical Elements（页面存档备份，存于）, Physical Review 73 (1948), 803. The so-called αβγ paper, in which Alpher and Gamow suggested that the light elements were created by hydrogen ions capturing neutrons in the hot, dense early universe. Bethe's name was added for symmetry
- G. Gamow, The Origin of Elements and the Separation of Galaxies（页面存档备份，存于）, Physical Review 74 (1948), 505. These two 1948 papers of Gamow laid the foundation for our present understanding of big-bang nucleosynthesis
- G. Gamow, Nature 162 (1948), 680
- R. A. Alpher, "A Neutron-Capture Theory of the Formation and Relative Abundance of the Elements," Physical Review 74 (1948), 1737
- R. A. Alpher and R. Herman, "On the Relative Abundance of the Elements," Physical Review 74 (1948), 1577. This paper contains the first estimate of the present temperature of the universe
- R. A. Alpher, R. Herman, and G. Gamow Nature 162 (1948), 774
- Java Big Bang element abundance calculatorWikiwix的存檔，存档日期2008-01-13